# 5665 Begemann
5665 Begemann è un asteroide della fascia principale. Scoperto nel 1982, presenta un'orbita caratterizzata da un semiasse maggiore pari a 2,2420088 UA e da un'eccentricità di 0,0924242, inclinata di 5,16264° rispetto all'eclittica.